# Caro Emerald
Caroline Esmeralda van der Leeuw (n. 26 aprilie 1981, Amsterdam, Țările de Jos), cunoscută mai bine după numele de scenă Caro Emerald, este o cântăreață olandeză de jazz și pop. Debutul ei a avut loc la data de 6 iulie 2009, cu single-ul “Back It Up”. Albumul de debut, denumit Deleted Scenes from the Cutting Room Floor, a stabilit un record absolut la 20 august 2010, rămânând pe locul întâi timp de 30 de săptămâni în topul albumelor muzicale din Țările de Jos, detronând astfel recordul precedent stabilit de Michael Jackson cu al său Thriller, care a fost lider 29 de săptămâni.
Acest album al cântăreței a devenit cel mai bine vândut album din Olanda în 2010, fiind cumpărate peste 270.000 de copii. La data de 3 octombrie 2010, Caroline a fost recompensată cu premiul “Edison” al muzicii olandeze, pentru Cea mai bună solistă.
La 15 ianuarie 2011, ea câștigă și premiul Popprijs 2010, pentru “Cel mai bun artist pop” din Țările de Jos.
În aprilie 2013, cel de-al doilea său album de studio, The Shocking Miss Emerald, a ajuns pe locul 1 în topul ablumelor din UK, fiind și primul său album Nr. 1 în UK.

## Biografie
Caroline van der Leeuw s-a născut la 26 aprilie 1981, în Amsterdam, Olanda, dintr-un tată olandez și o mamă din Aruba.  Și-a făcut studiile muzicale la Conservatorul din Amsterdam, acolo unde, în 2005, a și absolvit, devenind vocalist jazz.
Caroline este una dintre cele șase cântărețe din Les Elles, o trupă din Amsterdam și cântăreață în cadrul Philharmonic Funk Foundation, o orchestră de muzică funk formată din 44 de persoane. De asemenea, ea obișnuiește să cânte la festivalul muzical Kinderen voor Kinderen (Copii pentru copii). Timp de sase ani,  Caro a predat lecții la școala de muzică a lui Babette Labeij, unul dintre antrenorii de la X Factor și dirijorul vocal de la Kinderen voor Kinderen.

### Cariera muzicală
Caro Emerald a devenit cunoscută publicului larg, în urma single-ului său, “Back It Up”. Inițial, melodia a fost scrisă pentru un grup japonez de muzică pop, de către David Schreurs, Robin Veldman și Jan van Wieringen, care sunt producători olandezi și compozitorul canadian Vince Degiorgio, care mai lucrase cu artiști precum ‘N Sync, Atomic Kitten sau Aloha from Hell.
Caro Emerald a fost abordată pentru a înregistra un demo la această piesă, după care a fost adăugată în repertoriul său. Înainte de 2008, atunci când Caro cânta live la AT5, un canal olandez de televiziune, cântecul nu era cunoscut publicului larg.
“Back It Up” a fost lansat oficial la data de 6 iulie 2009, de către casa de discuri Grandmono Records. Melodia s-a aflat în Dutch Top 40 pentru 12 săptămâni și a reușit să urce până pe locul 12. Kraak & Smaak a realizat un remix al cântecului. “Back It Up” a fost cea mai difuzată piesă la radioul 3FM în 2009, iar Caro a primit premiul “Schaal van Rigter” pentru această realizare.

### Albumul de debut
La 29 ianuarie 2010, Caroline lansează primul album al carierei sale, intitulat Deleted Scenes from the Cutting Room Floor, care ajunge la scurt timp numărul 1 în Dutch Album top 100 (clasamentul albumelor muzicale din Olanda). De atunci, albumul a rămas pe primul loc, cu excepția a două săptămâni când a coborât pe locul al doilea. La 20 august 2010, albumul a primit un nou premiu, deoarece timp de 27 de săptămâni (nu consecutive) a fost lider. Precedentul record îi aparținea lui Michael Jackson, care se aflase 26 de săptămâni în fruntea topului cu albumul Thriller, în anul 1983. 
Albumul artistei a primit dublu disc de platină în Olanda, la 5 iulie 2010, o lună mai târziu triplu, iar cea de-a patra distincție de platină urmând s-o primească în luna noiembrie a aceluiași an, ceea ce înseamnă că materialul discografic s-a vândut până la acea vreme în peste 200.000 de exemplare.
Următoarea piesă nouă a lui Caro Emerald a fost „A Night Like This”. Melodia a intrat în Top 40 în Olanda, pentru 26 de săptămâni, urcând până pe locul al doilea. „ A Night Like This” a fost ales ca și cântec oficial al campaniei media din sezonul 2009-2010 a celor de la Martini.
În mai 2010, Caro anunță că va urma să-și promoveze albumul într-un turneu, în Franța. După ce reușește să lanseze albumul și în Franța, în luna octombrie, artista anunță că va încerca să își facă remarcată munca și în alte țări europene.  
În august 2010, albumul său este lansat și în Marea Britanie de către Dramatico Records. În decembrie 2010, cel de-al doilea single, intitulat „Riviera Life” este lansat în Marea Britanie. Tot aici, la începutul anului 2011, solista și cel de al treilea single, care este „A Night Like This”, o piesă cunoscută deja în Olanda și Franța.

### Viața personală
În timpul turneului său din septembrie 2013 din UK, ea a anunțat că este însărcinată.  In martie 2014, ea si prietenul ei Rick au devenit parintii unei fetite. 

## Premii
- 11 aprilie 2010: Premiul 3FM Serious Talent
- 15 aprilie 2010 : Premiul Schaal van Rigter
- 26 aprilie 2010: Premiul De Eerste Prijs
- 3 octombrie 2010: Premiul Edison , Cea mai bună cântăreață
- Premiul MTV EMA pentru cel mai bun act belgian și olandez
- 12 ianuarie 2011: Premiul European Border Breakers 2011
- 15 ianuarie 2011: Premiul 3FM Mega 2010
- 15 ianuarie 2011: Premiul Popprijs 2010
- 3 marie 2011: Premiul Zilveren Harp
- 3 marie 2011: Beste Nederlandse lied 2010 (Cântecul anului 2010)
- 14 martie 2011 3FM Awards: Cel mai bun album și cea mai bună cântăreață
- 12 iunie 2011: Premiul TMF pentru cea mai bună cântăreață
- 4 februarie 2012: Goldene Kamera 2012 Best Music International
- martie 2012, Premiul Echo - Best International Newcomer

## Discografie

### Albume de studio
| Titlu                                      | Detalii                                                                 | Poziții | Poziții | Poziții | Poziții   | Poziții | Poziții | Poziții | Poziții | Poziții | Poziții | Poziții | Certificări                                                                              |
| Titlu                                      | Detalii                                                                 | NL      | AUS     | AUT     | BEL (FLA) | FRA     | GER     | ITA     | IRE     | POL     | SWI     | UK      | Certificări                                                                              |
| ------------------------------------------ | ----------------------------------------------------------------------- | ------- | ------- | ------- | --------- | ------- | ------- | ------- | ------- | ------- | ------- | ------- | ---------------------------------------------------------------------------------------- |
| Deleted Scenes from the Cutting Room Floor | - Lansat: 29 January 2010 - Label: Grandmono Records - Gen: Pop, jazz   | 1       | —       | 3       | 23        | 79      | 5       | 14      | 39      | 3       | 10      | 4       | - NL: 6x Platină - POL: 3x Platină - GER: Platină - UK: Platină - SWI: Aur - EU: Platină |
| The Shocking Miss Emerald                  | - Lansat: 3 mai 2013 - Label: Grandmono Records - Gen: Jazz, Pop, Tango | 1       | 69      | 3       | 31        | 166     | 3       | 21      | 71      | 17      | 3       | 1       | - NL: Platină - UK: Aur                                                                  |

### Albume live
| Titlu                                                    | Detalii                                                      | Poziții | Poziții | Poziții |
| Titlu                                                    | Detalii                                                      | NL      | AUT     | POL     |
| -------------------------------------------------------- | ------------------------------------------------------------ | ------- | ------- | ------- |
| Live at the Heineken Music Hall (cu Grandmono Orchestra) | - Lansat: 20 mai 2011 - Label: Grandmono Records - Gen: Jazz | 51      | 65      | 34      |

### Single-uri
| An   | Cântec                                                 | Poziții | Poziții | Poziții | Poziții | Poziții | Poziții | Poziții | Poziții | Poziții | Poziții | Poziții | Poziții | Poziții | Certificări                          | Album                                      |
| An   | Cântec                                                 | NL      | ITA     | BEL     | FRA     | GER     | AUT     | POL     | SK      | ROM     | SWI     | UK      | CZ      | ZK      | Certificări                          | Album                                      |
| ---- | ------------------------------------------------------ | ------- | ------- | ------- | ------- | ------- | ------- | ------- | ------- | ------- | ------- | ------- | ------- | ------- | ------------------------------------ | ------------------------------------------ |
| 2009 | "Back It Up"                                           | 13      | 11      | 33      | —       | 70      | —       | —       | 53      | —       | —       | 190     | —       | —       | - ITA: Aur                           | Deleted Scenes From the Cutting Room Floor |
| 2009 | "A Night Like This"                                    | 1       | 10      | 52      | —       | 4       | 1       | 2       | —       | 1       | 9       | 65      | —       | —       | - ITA: Aur - SWI: Aur - GER: Platină | Deleted Scenes From the Cutting Room Floor |
| 2010 | "That Man"                                             | 29      | 99      | —       | —       | —       | —       | —       | —       | —       | —       | 84      | —       | —       |                                      | Deleted Scenes From the Cutting Room Floor |
| 2010 | "Stuck"                                                | 28      | 18      | —       | —       | 41      | 42      | —       | 48      | —       | —       | —       | —       | —       | - ITA: Aur                           | Deleted Scenes From the Cutting Room Floor |
| 2011 | "Riviera Life"                                         | 70      | 25      | —       | —       | —       | —       | —       | —       | —       | —       | —       | —       | —       |                                      | Deleted Scenes From the Cutting Room Floor |
| 2011 | "You're All I Want For Christmas" (feat. Brook Benton) | 26      | —       | —       | —       | —       | —       | —       | —       | —       | —       | —       | —       | —       |                                      | Non-album single                           |
| 2013 | "Tangled Up"                                           | 6       | 13      | 62      | —       | 81      | —       | —       | —       | 53      | —       | 77      | 9       | —       | - ITA: Aur                           | The Shocking Miss Emerald                  |
| 2013 | "Liquid Lunch"                                         | —       | —       | 64      | 182     | —       | —       | —       | —       | —       | —       | 70      | —       | 86      |                                      | The Shocking Miss Emerald                  |
| 2013 | "One Day"                                              | —       | —       | 75      | —       | —       | —       | —       | —       | —       | —       | —       | —       | 152     |                                      | The Shocking Miss Emerald                  |
| 2013 | "I Belong to You"                                      | 99      | —       | 131     | —       | —       | —       | —       | —       | —       | —       | —       | —       | —       |                                      | The Shocking Miss Emerald                  |
| 2014 | "Ne Me Quitte Pas"                                     | —       | —       | —       | —       | —       | —       | —       | —       | —       | —       | —       | —       | —       |                                      | Non-album single                           |
| 2014 | "Coming Back As a Man"                                 | —       | —       | —       | —       | —       | —       | —       | —       | —       | —       | —       | —       | —       |                                      | The Shocking Miss Emerald                  |
| 2015 | "Quicksand"                                            | 103     | —       | —       | —       | —       | —       | —       | —       | —       | —       | —       | —       | —       |                                      |                                            |